# Стороння жінка
«Стороння жінка» — радянський німий художній фільм 1929 року, знятий режисером Іваном Пир'євим на кіностудії «Совкіно». Прем'єра фільму відбулася 24 вересня 1929 року. Інші назви — «Суди», «Баба», «Ревнощі». Фільм вважається втраченим.

## Сюжет
Дружина прокурора Казарінова відстала від поїзда. Вона змушена скористатися гостинністю комсомольця Павла Кудряшова. Павло недавно проводив вагітну дружину в село. У дружньому ставленні Павла до сторонньої жінки міщани побачили негожий зв'язок. Деякі з них заявили про недостойну поведінку Павла в комсомольський осередок і написали лист прокурору Казарінову. Вузол пліток і пересудів розплутується тільки з приїздом прокурора Казарінова і дружини Павла. Плітки припинилися. Однак прокурор став з недовірою ставитися до дружини.

## У ролях
- Георгій Музалевський —  Казарінов, прокурор
- Ольга Жизнєва —  дружина Казарінова
- Костянтин Градополов —  Павло Кудряшов, комсомолець
- Євлампія Ольгіна —  дружина Кудряшова
- Олександр Жуков —  Феоктист Курочкін
- Петро Галаджев —  фотограф
- А. Отрадін —  Бобрик, черговий по станції
- Іван Качалов —  комірник
- Олена Максимова —  провінційна панянка
- Іван Бобров —  хуліган

## Знімальна група
- Режисер: Іван Пир'єв
- Сценаристи: Микола Ердман і Анатолій Марієнгоф
- Оператори: Володимир Солодовников
- Художник: Дмитро Колупаєв